# Theristus (P.) agilis
Theristus (P.) agilis är en rundmaskart. Theristus (P.) agilis ingår i släktet Theristus, och familjen Monhysteridae. Arten är reproducerande i Sverige.